# 埃托沙國家公園

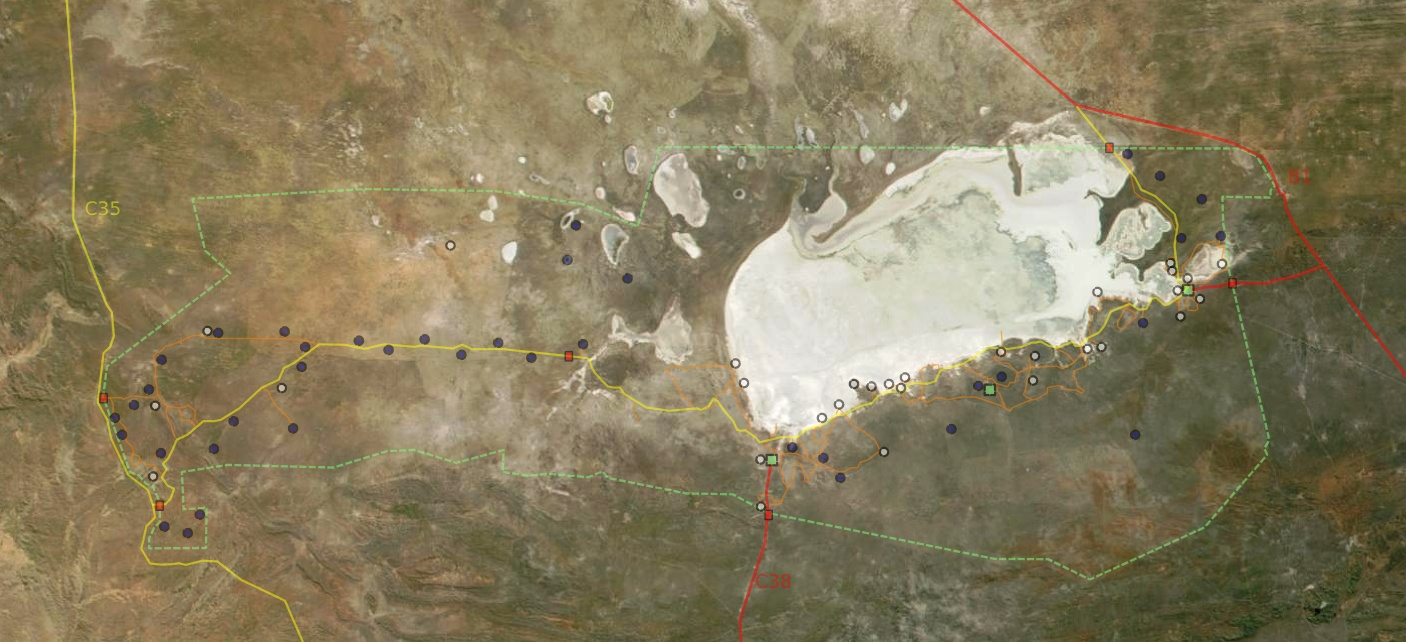

埃托沙國家公園（Etosha National Park）是南部非洲國家納米比亞的國家公園，位於該國西北部庫內內區，佔地22,270平方公里，成立於1975年6月20日，涵蓋埃托沙鹽湖，野生動物有鵜鶘、火烈鳥、黑犀等。

## 外部連結
- Ministry of Environment and Tourism page
- Etosha on PBS （页面存档备份，存于）
- Etosha National Park website（页面存档备份，存于）